# سيث أوين
سيث أوين (بالإنجليزية: Seth Owen)‏ هو ناشط حقوق إل جي بي تي أمريكي، ولد في 2000.